# مسابقات استقامتی (ورزش‌های موتوری)

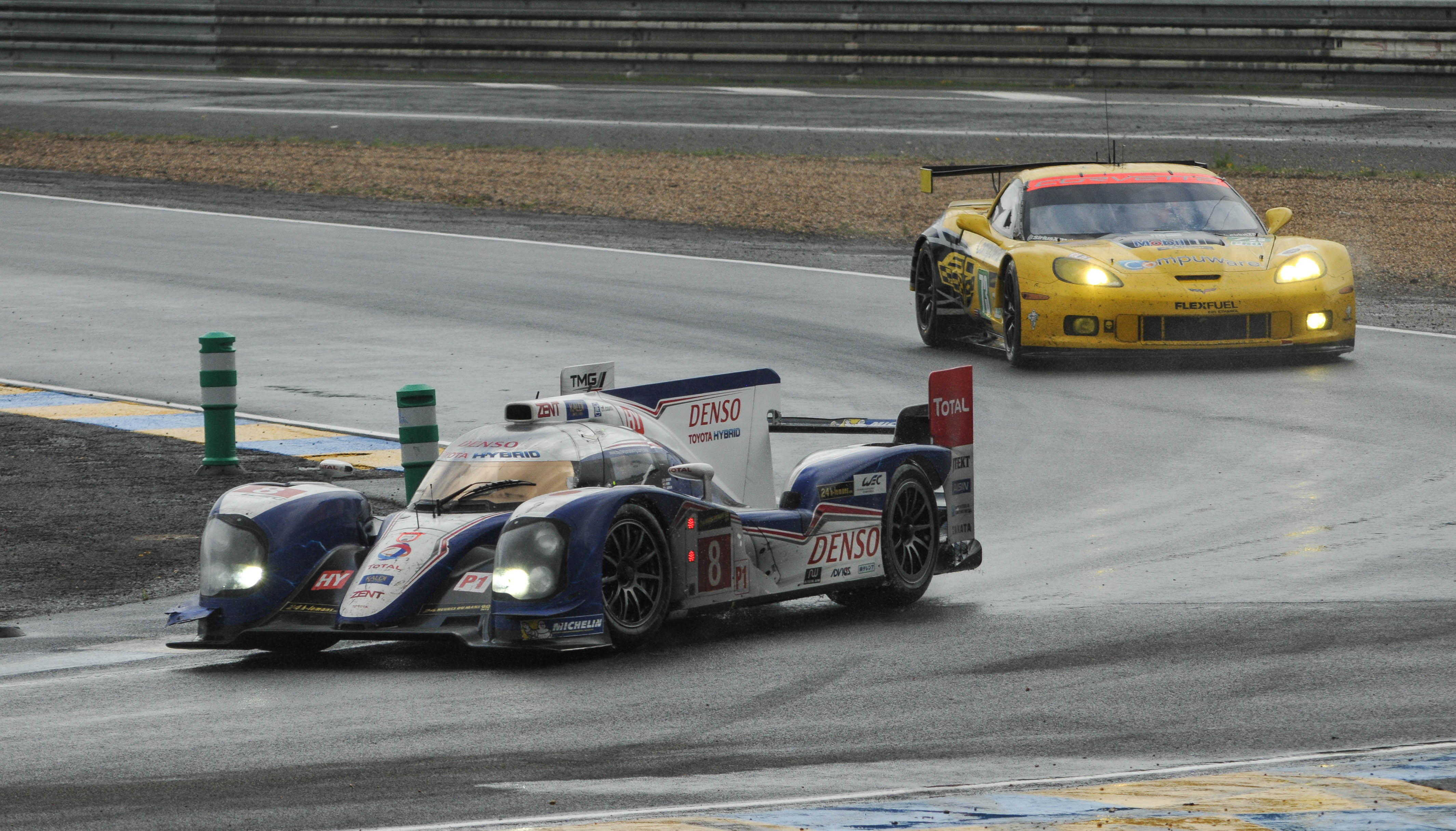
مسابقات تویوتا و کوروت در مسابقه ۲۴ ساعته لمانز در سال ۲۰۱۳

مسابقه استقامت شکلی از مسابقات اتومبیل‌رانی است که به منظور آزمایش دوام تجهیزات و استقامت شرکت کنندگان است. تیم‌هایی متشکل از چندین راننده تلاش می‌کنند تا مسافت زیادی را در یک مسابقه طی کنند و به شرکت کنندگان با امکان تغییر در طول مسابقه استراحت داده می‌شود. مسابقات استقامتی را می‌توان برای طی کردن مسافت تعیین شده در دور در سریع‌ترین زمان ممکن یا برای طی کردن مسافتی که ممکن است در مدت زمان از پیش تعیین شده اجرا کرد.
یکی از متداول‌ترین طول‌های مسابقات استقامت می‌تواند ۵۰۰ کیلومتر (۳۱۰ مایل)، یا تقریباً ۳ ساعت، یا ۱۰۰۰ کیلومتر (۶۲۰ مایل)، یا تقریباً ۶ ساعت رانندگی باشد. مسابقات طولانی‌تر می‌توانند ۱۰۰۰ مایل (۱۶۰۰ کیلومتر)، ۱۲ ساعت یا حتی ۲۴ ساعت رانندگی کرد. تیم‌ها می‌توانند از دو تا چهار راننده در هر رویداد تشکیل شوند که به توانایی‌های استقامت راننده، طول مسابقه یا حتی قوانین هر رویداد بستگی دارد.